# Aleksandr Lukomskij
Aleksandr Sergejevitj Lukomskij (ryska: Александр Сергеевич Лукомский), född 10 juli 1868 i guvernementet Poltava, död 25 januari 1939 i Paris, var en rysk militär.
Lukomskij blev officer 1887, överste i generalstaben 1907 och var vid första världskrigets utbrott generalmajor och sekreterare i krigsministeriet. År 1916 blev han generallöjtnant och chef för 32:a infanteridivisionen (i Galizien), därefter arméstabschef (vid tionde armén), generalkvartermästare, chef för första armékåren (nordvästra fronten, i april 1917), generalstabschef under Aleksej Brusilov (juni samma år) och sedermera under Lavr Kornilov.
I september 1917 blev han på Aleksandr Kerenskijs order fängslad i Mohilev, men lyckades fly i december samma år, blev i januari 1918 generalstabschef vid "volontärarmén" (under Kornilov) och var mars 1918 – januari 1919 krigsminister och högste befälhavarens närmaste man (under Michail Aleksejev och Anton Denikin), 1920 var han general Pjotr Wrangels ombud i Konstantinopel. Hans "minnen" (engelsk översättning: Memoirs of the Russian Revolution, 1922) är av stort intresse.